# Standing on the Shoulder of Giants
Standing on the Shoulder of Giants es el cuarto álbum de estudio por Oasis, sacado a la venta el 28 de febrero de 2000, es el primer álbum de Oasis con Parental Advisory. Fue producido por Mark "Spike" Stent, que trabajó con bandas como Radiohead y U2, reemplazando a Owen Morris.
Llegó a ser su cuarto álbum número uno en Reino Unido, siendo el disco con menores ventas de sus tres primeros álbumes; el álbum vendió más de 4 millones de copias por todo el mundo y es el sexto disco más vendido en la primera semana en la historia de las listas de Reino Unido, donde se compraron 360 000 copias en la primera semana.
Es el decimosexto álbum con mayores ventas en la historia de las listas británicas, con más de 310.000 copias vendidas en su primera semana. Standing on the Shoulder of Giants ha sido certificado doble platino por la Industria Fonográfica Británica y ha vendido alrededor de 208.000 copias en los EE. UU.

## Historia
El título está basado en las palabras de Sir Isaac Newton: "If I can see further than anyone else, it is only because I am standing on the shoulders of giants". Noel Gallagher vio la inscripción en la nueva moneda de 2 Libras y lo consideró buen título para el nuevo disco. Cuando anotó el nombre del disco, se encontraba ebrio y lo escribió mal, quedando "Standing on the Shoulder of Giants".
Durante el período de grabación del álbum, el bajista, Paul "Guigsy" McGuigan y el guitarrista Paul "Bonehead" Arthurs dejaron la banda, por lo tanto, por razones de contrato, Noel tuvo que regrabar las pistas de bajo y guitarra él mismo. Con lo cual, el elepé fue el único en toda la carrera de la banda en ser grabado por solamente 3 miembros (los hermanos Gallagher y Alan White).
Antes del lanzamiento del CD, se mezclaron los demos del disco en internet, entre los cuales figuraba la canción "Revolution Song", la cual no entró en el disco ya que tenía un sonido góspel, similar al último trabajo de Blur, "Tender" y con una referencia a Nothing Else Matters. Además de "Revolution Song", la canción "Let's All Make Believe" no fue incluida en el disco y es considerada una de las mejores caras B de Oasis.
El disco también fue el primero en incluir una canción original de Liam Gallagher, "Little James", quien a partir de este disco comenzaría a colaborar más activamente en el proceso creativo de la banda.
En la actualidad el disco ha vendido alrededor de 4 millones de copias a nivel mundial, aunque a pesar del éxito comercial que tuvo, Noel, en una entrevista en 2011, dijo estar arrepentido de haberlo grabado
El 28 de febrero de 2025 se lanzo una reedicion 25th aniversario misma fecha en que se lanzó el álbum original en 2000, junto con una remasterisacion en 4K de todos los videos correspondientes a los singles publicados para el disco.

## Estilo y sonido
Standing on the Shoulder of Giants ha sido considerado por los fanes y la crítica como el disco más experimental de la banda, estilo que se prolongaría en el disco Heathen Chemistry (2002).
El disco se caracteriza por la inclusión de elementos de la música psicodélica y electrónica, conteniendo, por ejemplo, secuencias melódicas con sintetizadores ("Who Feels Love?", "Put Yer Money Where Yer Mouth Is", "Little James") y loops rítmicos ("Fuckin' In the Bushes", "Go Let It Out" y "Gas Panic!"), aunque el uso de estos últimos fueron motivo de desagrado para Alan White. Además de esto, el disco contiene una fuerte presencia del mellotron ("Go Let It Out", "Little James" o "Sunday Morning Call"), clásico instrumento de la psicodelia utilizado por una directa influencia de The Beatles y que, a pesar de ser incluido en los anteriores discos de la banda, comenzaría a tener un mayor protagonismo en los siguientes trabajos del colectivo.
Durante la época de la composición del álbum, Noel Gallagher se encontraba sumido en una difícil batalla contra su profunda adicción a la cocaína, que arrastraba desde el cenit de la banda en los años 90 y cuyo consumo abandonó fortuitamente debido a los ataques de pánico y paranoia que sufría constantemente a raíz de ella. Esta crisis personal se ve reflejada en las letras del álbum, siendo la más representativa "Gas Panic!", en la cual el compositor apela directamente a la paranoia durante su adicción y posterior desintoxicación. Además de los problemas de salud de Noel Gallagher, Liam Gallagher también trataba de dejar el alcohol, con lo que la banda acordó dejar de consumir durante las sesiones. Esto sería objeto de conflicto para el grupo, ya que Paul Arthurs se negaba a aceptar la medida y constantemente invitaba a la banda a beber, lo que desembocaría en su salida y finalmente, la de Paul McGuigan.

## Portada
La portada del álbum fue tomada en la ciudad de Nueva York desde la azotea del 500 fifth Avenue, en la imagen se pueden apreciar algunos de los edificios más importantes de la ciudad de Nueva York como lo son el Empire State Building que es la figura clave de la imagen, detrás de este también se puede apreciar el World Trade Center, para las portadas de los sencillos que se desprendieron del Álbum se utilizaron diferentes puntos de vista de la portada original agregando algo de aumento a zonas específicas como es el caso de la portada del sencillo de "Go Let It Out" la cual es la azotea del edificio que se encuentra próximo al edificio del Empire State en la cual se pueden apreciar unas figuras jugando un partido de fútbol.

## Lista de canciones
Todas las canciones escritas y compuestas por Noel Gallagher, excepto tema 5, por Liam Gallagher. 
| N.º | Título                             | Duración |  |
| 1.  | «Fuckin' In the Bushes»            | 3:18     |  |
| 2.  | «Go Let It Out»                    | 4:38     |  |
| 3.  | «Who Feels Love?»                  | 5:44     |  |
| 4.  | «Put Yer Money Where Yer Mouth Is» | 4:27     |  |
| 5.  | «Little James»                     | 4:15     |  |
| 6.  | «Gas Panic!»                       | 6:08     |  |
| 7.  | «Where Did It All Go Wrong?»       | 4:26     |  |
| 8.  | «Sunday Morning Call»              | 5:12     |  |
| 9.  | «I Can See a Liar»                 | 3:12     |  |
| 10. | «Roll It Over»                     | 6:31     |  |

| Edición Japonesa |                          |          |  |
| N.º              | Título                   | Duración |  |
| 11.              | «Let's All Make Believe» | 3:51     |  |

## Sencillos
1. "Go Let It Out" (7 de febrero de 2000) N.º 1 RU
2. "Who Feels Love?" (17 de abril) n.º 4 RU
3. "Sunday Morning Call" (3 de julio) n.º 4 RU
4. "Where did It All Go Wrong?" (Sencillo Promocional) n.º 4 RU
5. "Gas Panic!" N.º 1 RU (En promoción del disco en vivo Familiar To Millions)
6. "Fuckin' in The Bushes" (Vinilo Promocional)

## Personal
Oasis
- Liam Gallagher – voz principal y coros, pandereta.
- Noel Gallagher – voz principal y coros, guitarras, bajo y mellotron.
- Alan White – batería y sampler.

Músicos adicionales
- Paul Stacey – órgano, sintetizador, mellotron, guitarras y bajo.
- P. P. Arnold – coros.
- Linda Lewis – coros.
- Mark Coyle – sitar eléctrico y guitarra de 12 cuerdas.
- Mark Feltham – armónica.
- Tony Donaldson – sintetizador y Mellotron.
- Charlotte Glasson – flauta.
- Paul Arthurs – guitarras (cuyas pistas fueron desechadas).
- Paul McGuigan – bajo (cuyas pistas fueron desechadas).